# Mitpit
Mitpit es una isla situada en Filipinas, adyacente a la de Busuanga. Forma parte del grupo de islas Calamianes.
Administrativamente depende del barrio de  Cheey del municipio filipino de tercera categoría de Busuanga perteneciente a la provincia  de Paragua en Mimaro,  Región IV-B.

## Geografía
Isla Busuanga es  la más grande del Grupo Calamian situado a medio camino entre las islas de Mindoro (San José) y de Paragua (Puerto Princesa), con el Mar de la China Meridional a poniente y el mar de Joló a levante. Al sur de la isla están las otras dos islas principales del Grupo Calamian: Culión y  Corón.
Situada en el estrecho de Mindoro, tiene aproximadamente 357 metros de largo, en dirección erste-oeste, y unos 270 metros de ancho. Situada 340 metros a poniente de  Isla Calauit y a unos 1.100 del cabo Lakdayán (Lakdayan Point).
La isla de Dimakya  Island (Dimaquiat), también conocida como Club Paradise Island, forma parte del barrio de San José del vecino municipio de Corón,  se encuentra 3.600 metros al este, mientras que de la de Mitpet, situada al norte, dista escasos 300 metros.
Forman parte del Barrio de Cheey las islas de  Mitpet y Mitpit.